# CTCSS
Система CTCSS (Continuous Tone-Coded Squelch System или Continuous Tone-Controlled Selective Signaling) — тонально-кодовая система шумоподавления, применяемая в связных радиостанциях с аналоговой модуляцией. Имеет также русскоязычные разговорные названия - тональный шумоподавитель, «субтон», «пилот-тон». Некоторые производители аппаратуры связи используют свои названия CTCSS: PL - Private Line (Motorola), CG - Channel Guard (Ericsson), QT - Quiet Talk (Kenwood) и др.
Принцип работы CTCSS основан на передаче в канале связи субтональных частот ниже 300 Гц, использующихся в качестве «маркера» сигнала, что предоставляет ряд дополнительных функциональных возможностей. CTCSS не является системой шифрования или маскирования речи и в радиостанциях работает поверх традиционного шумоподавителя.
Благодаря своей простоте и доступности CTCSS широко распространена и применяется как в профессиональных, так и в недорогих безлицензионных радиостанциях низшей ценовой категории.

## История
Первая система тонального шумоподавления, названная PL (Private Line) была разработана компанией Motorola в начале 1950 г. Впоследствии технология была скопирована другими производителями, которые предоставляли ее под своими названиями: CG (Channel Guard) - компания GE (Ericsson), QT (Quiet Talk) - Kenwood, QC (Quiet Call) - Ritron, QC (Quiet Channel) - RCA, CG (Call Guard) - E. F. Johnson.
В конце 1960-х тональные частоты кодов были стандартизированы в документе RS-220 института EIA и получили название CTCSS (Continuous Tone Coded Squelch System). В выпущенном в августе 1980 года стандарте института NIJ (Standard-0219.00), CTCSS фигурирует под названием Continuous Tone-Controlled Selective Signaling и классифицируется как часть технологии Continuous Signal-Controlled Selective Signaling (CSCSS), к которой, помимо CTCSS, относят также, и CDCSS - Continuous Digital-Сontrolled Selective Signaling (современное название DCS).
В настоящее время представленные выше стандарты фактически утратили свое значение, так как многие фирмы-производители их не придерживались и вводили свои наименования каналов и канальные сетки. Согласно стандартам RS-220 и Standard-0219.00, использовалось 37 тонов в диапазоне частот 67,0...241,8 Гц, которые делились на 3 группы - Группа A, Группа B и Группа C. В то же время различными фирмами производились радиостанции на сетки в 26, 31, 32, 38, 39, 43 тона CTCSS, их нумерация или буквенно-цифровое обозначение могли не совпадать или совпадали частично. Диапазон частот также расширился от 33,0 до 254,1 Гц.
На момент возникновения, на уровне аналоговой техники начала 1960-х, формирование и фильтрация низкочастотных тональных сигналов представляла относительно сложную задачу. Каждый субтон должен иметь довольно высокую точность частоты (не менее ±0,5%) и чистый синусоидальный сигнал с коэффициентом нелинейных искажений не более 5%, поэтому в радиостанциях на каждый субтон ставились специальные малогабаритные герметичные камертонные резонаторы или сменные электронные модули со сложной схемотехникой. Это заметно увеличивало стоимостные и массо-габаритные характеристики аппаратуры. С появлением цифровых контроллеров и технологии цифровой обработки сигналов, генерация и фильтрация частот ниже 300 Гц перестала представлять проблему, поэтому CTCSS распространился повсеместно.
В настоящее время используется максимально 64 тона. Наиболее часто встречаются сетки CTCSS на 50 тонов (в профессиональных радиостанциях), 38 тонов в безлицензионных радиостанциях LPD и PMR и 39 тонов в радиолюбительских радиостанциях УКВ диапазона.

## Характеристики
Работа CTCSS основана на подмешивании в модулирующий звуковой сигнал передатчика радиостанции субтона — синусоидального напряжения небольшой амплитуды  определенной частоты, лежащей в диапазоне от 33 до 254 Гц и выделения этой частоты при приеме. Наличие данной частоты является условием открытия шумоподавителя принимающей радиостанции. Поскольку частота ниже воспроизводимых при приёме звуковых частот, в громкоговорителе принимающей радиостанции её не слышно или почти не слышно. Для работы с CTCSS, радиостанция должна дополнительно содержать генератор субтонов, начинающий работать при включении передатчика и декодер субтонов, управляющий открытием шумоподавителя приемника. В современных радиостанциях эти функции интегрированы в контроллер радиостанции, в более старых моделях, могли быть оформлены в виде отдельного блока или сменного внешнего модуля.
Цифровым аналогом CTCSS является DCS (Digital-Coded Squelch) — система шумоподавления, в которой канал кодируется не частой, а периодически повторяющейся цифровой последовательностью, передаваемой в том же диапазоне субтональных частот, что и CTCSS. DCS может присутствовать в радиостанциях наряду с CTCSS, но одновременная работа этих двух систем не используется из за их взаимного влияния.
CTCSS, так же как и DCS, не является системой шифрования или маскировки радиопередач, поскольку не затрагивают процесса передачи речи. Основным назначением подобных систем является более рациональное использование частотного ресурса. Любой желающий может прослушивать радиообмен радиостанций с включенными тонами CTCSS если у него CTCSS шумоподавитель отключен или отсутствует. Однако для выхода на связь с радиостанцией с включенным тональным шумоподавителем требуется знать частоту (номер) субтона. Передачу без субтона или с неправильным субтоном корреспондент не услышит.
Применение CTCSS предоставляет ряд возможностей. Прежде всего, это:
- Более эффективное использование радиочастотного спектра, когда на одном радиоканале, не мешая или почти не мешая друг другу, могут работать несколько независимых групп корреспондентов, использующих разные субтоны.
- Радиостанция с включенной CTCSS значительно меньше реагирует на помехи от различного электронного и энергетического оборудования, так как случайное совпадение частоты модуляции помехи с частотой субтона крайне маловероятно, даже если она случайно попадет в частотный канал радиостанции.
- Аудиосигнал при использовании CTCSS более комфортен, поскольку данная технология позволяет эффективно отрезать «шумовые хвосты» возникающие при отключениях передатчика корреспондента (RTB - Reverse Tone Burst).

В то же время, применение CTCSS в радиосвязи имеет ряд особенностей. Субтон в сигнале может несколько ухудшить радиосвязь на предельных дальностях, поскольку это заставляет либо увеличивать коэффициент модуляции, либо уменьшать амплитуду звукового сигнала в тракте передачи, что отрицательно сказывается на отношении сигнал-шум. Радиостанция с включенным CTCSS на 0,12...0,22 сек дольше реагирует на начало передачи. Это обьясняетя тем, что происходит последовательное включение шумоподавителя радиостанции и срабатывание декодера CTCSS. Еще одним недостатком CTCSS является повышенная чувствительность к интерференции. Когда на одном канале одновременно включается два передатчика, частота биений, образованная при несовпадении несущих частот начинает превалировать над частотой CTCSS-тона и шумоподавитель корреспондента не открывается. Чтобы избежать данного явления, совместно с CTCSS часто используется функция Busy channel lockout (Запрет на передачу при занятом канале).

### Reverse Tone Burst
«Обратный тональный импульс» - функция CTCSS, известная также под названием Revers burst. Используется для уменьшения шума эфира в конце сеанса приема. При отпускании кнопки PTT передатчика происходит скачкообразный сдвиг фазы тона на 180 градусов (в некоторых системах на 120°), при этом отключение несущей передатчика задерживается на 200 миллисекунд. Реверс фазы является сигналом к декодеру CTCSS на немедленное закрытие шумоподавителя. Таким образом отключение приемника корреспондента происходит раньше чем на выходе появляется шум эфира.
Аналогичная функция существует и в системе DCS,но там происходит реверс цифровой последовательности бит, передаваемых на субчастотах.

### Наиболее распространенные частоты и сетки CTCSS
Количество CTCSS-кодов (тонов) в радиостанциях может быть от десятка, в наиболее простых моделях, до 50 в профессиональных. В LPD и PMR радиостанциях типично 38, в радиолюбительских — 39.
| Частота (Гц) | Обозначение тона в разных сетках CTCSS | Обозначение тона в разных сетках CTCSS | Обозначение тона в разных сетках CTCSS | Обозначение тона в разных сетках CTCSS | Обозначение тона в разных сетках CTCSS | Обозначение тона в разных сетках CTCSS |
| Частота (Гц) | 64                                     | 50                                     | 39                                     | 38                                     | NS                                     | PL                                     |
| ------------ | -------------------------------------- | -------------------------------------- | -------------------------------------- | -------------------------------------- | -------------------------------------- | -------------------------------------- |
| 33,0         | 1                                      |                                        |                                        |                                        |                                        |                                        |
| 35,4         | 2                                      |                                        |                                        |                                        |                                        |                                        |
| 36,6         | 3                                      |                                        |                                        |                                        |                                        |                                        |
| 37,9         | 4                                      |                                        |                                        |                                        |                                        |                                        |
| 39,6         | 5                                      |                                        |                                        |                                        |                                        |                                        |
| 44,4         | 6                                      |                                        |                                        |                                        |                                        |                                        |
| 47,5         | 7                                      |                                        |                                        |                                        |                                        |                                        |
| 49,2         | 8                                      |                                        |                                        |                                        |                                        |                                        |
| 51,2         | 9                                      |                                        |                                        |                                        |                                        |                                        |
| 53,0         | 10                                     |                                        |                                        |                                        |                                        |                                        |
| 54,9         | 11                                     |                                        |                                        |                                        |                                        |                                        |
| 56,8         | 12                                     |                                        |                                        |                                        |                                        |                                        |
| 58,8         | 13                                     |                                        |                                        |                                        |                                        |                                        |
| 63,0         | 14                                     |                                        |                                        |                                        |                                        |                                        |
| 67,0         | 15                                     | 1                                      | 1                                      | 1                                      | 1                                      | XZ                                     |
| 69,3         | 16                                     | 2                                      | 2                                      |                                        | 39                                     | WZ                                     |

| Частота (Гц) | Обозначение тона в разных сетках CTCSS | Обозначение тона в разных сетках CTCSS | Обозначение тона в разных сетках CTCSS | Обозначение тона в разных сетках CTCSS | Обозначение тона в разных сетках CTCSS | Обозначение тона в разных сетках CTCSS |
| Частота (Гц) | 64                                     | 50                                     | 39                                     | 38                                     | NS                                     | PL                                     |
| ------------ | -------------------------------------- | -------------------------------------- | -------------------------------------- | -------------------------------------- | -------------------------------------- | -------------------------------------- |
| 71,9         | 17                                     | 3                                      | 3                                      | 2                                      | 2                                      | XA                                     |
| 74,4         | 18                                     | 4                                      | 4                                      | 3                                      | 3                                      | WA                                     |
| 77,0         | 19                                     | 5                                      | 5                                      | 4                                      | 4                                      | XB                                     |
| 79,7         | 20                                     | 6                                      | 6                                      | 5                                      | 5                                      | BБ                                     |
| 82,5         | 21                                     | 7                                      | 7                                      | 6                                      | 6                                      | YZ                                     |
| 85,4         | 22                                     | 8                                      | 8                                      | 7                                      | 7                                      | Я                                      |
| 88,5         | 23                                     | 9                                      | 9                                      | 8                                      | 8                                      | YB                                     |
| 91,5         | 24                                     | 10                                     | 10                                     | 9                                      | 9                                      | ZZ                                     |
| 94,8         | 25                                     | 11                                     | 11                                     | 10                                     | 10                                     | ZA                                     |
| 97,4         | 26                                     | 12                                     | 12                                     | 11                                     | 11                                     | ZB                                     |
| 100,0        | 27                                     | 13                                     | 13                                     | 12                                     | 12                                     | 1Z                                     |
| 103,5        | 28                                     | 14                                     | 14                                     | 13                                     | 13                                     | 1A                                     |
| 107,2        | 29                                     | 15                                     | 15                                     | 14                                     | 14                                     | 1B                                     |
| 110,9        | 30                                     | 16                                     | 16                                     | 15                                     | 15                                     | 2Z                                     |
| 114,8        | 31                                     | 17                                     | 17                                     | 16                                     | 16                                     | 2A                                     |
| 118,8        | 32                                     | 18                                     | 18                                     | 17                                     | 17                                     | 2B                                     |

| Частота (Гц) | Обозначение тона в разных сетках CTCSS | Обозначение тона в разных сетках CTCSS | Обозначение тона в разных сетках CTCSS | Обозначение тона в разных сетках CTCSS | Обозначение тона в разных сетках CTCSS | Обозначение тона в разных сетках CTCSS |
| Частота (Гц) | 64                                     | 50                                     | 39                                     | 38                                     | NS                                     | PL                                     |
| ------------ | -------------------------------------- | -------------------------------------- | -------------------------------------- | -------------------------------------- | -------------------------------------- | -------------------------------------- |
| 123,0        | 33                                     | 19                                     | 19                                     | 18                                     | 18                                     | 3Z                                     |
| 127,3        | 34                                     | 20                                     | 20                                     | 19                                     | 19                                     | 3A                                     |
| 131,8        | 35                                     | 21                                     | 21                                     | 20                                     | 20                                     | 3B                                     |
| 136,5        | 36                                     | 22                                     | 22                                     | 21                                     | 21                                     | 4Z                                     |
| 141,3        | 37                                     | 23                                     | 23                                     | 22                                     | 22                                     | 4A                                     |
| 146,2        | 38                                     | 24                                     | 24                                     | 23                                     | 23                                     | 4B                                     |
| 151,4        | 39                                     | 25                                     | 25                                     | 24                                     | 24                                     | 5Z                                     |
| 156,7        | 40                                     | 26                                     | 26                                     | 25                                     | 25                                     | 5A                                     |
| 159,8        | 41                                     | 27                                     |                                        |                                        | 40                                     |                                        |
| 162,2        | 42                                     | 28                                     | 27                                     | 26                                     | 26                                     | 5B                                     |
| 165,5        | 43                                     | 29                                     |                                        |                                        | 41                                     |                                        |
| 167,9        | 44                                     | 30                                     | 28                                     | 27                                     | 27                                     | 6Z                                     |
| 171,3        | 45                                     | 31                                     |                                        |                                        | 42                                     |                                        |
| 173,8        | 46                                     | 32                                     |                                        | 28                                     | 28                                     | 6A                                     |
| 177,3        | 47                                     | 33                                     | 29                                     |                                        | 43                                     |                                        |
| 179,9        | 48                                     | 34                                     | 30                                     | 29                                     | 29                                     | 6B                                     |

| Частота (Гц) | Обозначение тона в разных сетках CTCSS | Обозначение тона в разных сетках CTCSS | Обозначение тона в разных сетках CTCSS | Обозначение тона в разных сетках CTCSS | Обозначение тона в разных сетках CTCSS | Обозначение тона в разных сетках CTCSS |
| Частота (Гц) | 64                                     | 50                                     | 39                                     | 38                                     | NS                                     | PL                                     |
| ------------ | -------------------------------------- | -------------------------------------- | -------------------------------------- | -------------------------------------- | -------------------------------------- | -------------------------------------- |
| 183,5        | 49                                     | 35                                     |                                        |                                        | 44                                     |                                        |
| 186,2        | 50                                     | 36                                     | 31                                     | 30                                     | 30                                     | 7Z                                     |
| 189,9        | 51                                     | 37                                     |                                        |                                        | 45                                     |                                        |
| 192,8        | 52                                     | 38                                     | 32                                     | 31                                     | 31                                     | 7A                                     |
| 196,6        | 53                                     | 39                                     |                                        |                                        | 46                                     |                                        |
| 199,5        | 54                                     | 40                                     |                                        |                                        | 47                                     |                                        |
| 203,5        | 55                                     | 41                                     | 33                                     | 32                                     | 32                                     | M1                                     |
| 206,5        | 56                                     | 42                                     |                                        |                                        | 48                                     | 8Z                                     |
| 210,7        | 57                                     | 43                                     | 34                                     | 33                                     | 33                                     | M2                                     |
| 218,1        | 58                                     | 44                                     | 35                                     | 34                                     | 34                                     | M3                                     |
| 225,7        | 59                                     | 45                                     | 36                                     | 35                                     | 35                                     | V4                                     |
| 229,1        | 60                                     | 46                                     |                                        |                                        | 49                                     | 9Z                                     |
| 233,6        | 61                                     | 47                                     | 37                                     | 36                                     | 36                                     | M5                                     |
| 241,8        | 62                                     | 48                                     | 38                                     | 37                                     | 37                                     | M6                                     |
| 250,3        | 63                                     | 49                                     | 39                                     | 38                                     | 38                                     | M7                                     |
| 254,1        | 64                                     | 50                                     |                                        |                                        | 50                                     | 0Z                                     |

Нестандартный тон 150 Гц используется в некоторых военных радиостанциях стран НАТО.
На практике, наиболее часто используются каналы из середины диапазона. Низкие частоты требуют большего времени реакции декодера, а также могут создавать коллизии с петлей ФАПЧ синтезатора радиостанции. Высокие частоты субтонов могут создать взаимные помехи с низкочастотным участком спектра речевого сигнала. При работе совместно с радиостанциями, использующими DCS-шумоподавитель, могут оказаться пораженными частоты тонов 131,8 и 136,5 Гц, так как частота дискретизации в системе DCS - 134,4 бит/с. При использовании сетевых источников питания не желательны субтоны близкие к частоте промышленной сети и ее гармоник: 50 Гц, 100 Гц (60 Гц и 120 Гц с в странах с американским стандартом энергосетей).
Некоторые радиостанции допускают прямой ввод частот CTCSS, однако нестандартные промежуточные значения, как правило, ничего не дают, так как будут инициировать срабатывание декодера, настроенного на близкий по частоте канал. По этой же причине, работа разных групп на соседних каналах CTCSS (или на близких частотах тонов) не желательна, некоторые модели радиостанций могут срабатывать от субтонов соседних каналов.

### XTCSS
eXtended CTCSS - Усовершенствованная версия CTCSS, рассчитанная на 99 кодов. Из-за появления DCS не получила широкого распространения